# مطهرعلیا
مطهرعلیا، روستایی از توابع بخش دابودشت شهرستان آمل در استان مازندران ایران است.

## جمعیت
این روستا در دهستان دابوی جنوبی قرار دارد و براساس سرشماری مرکز آمار ایران در سال ۱۳۹۵، جمعیت آن ۶۱۶نفر (۲۰۰خانوار) بوده‌است.

## موقعیت جغرافیایی مطهر
مطهر از شمال به روستای تنها کلا
از طرف جنوب به روستاهای علی‌آباد - حسن‌آباد - دریاباری - دیه - موسی محله - کاشی محله
از طرف غرب به روستای پلهم کتی و اسکی محله
از طرف شرق به روستای شریعت کلا
همجوار و همسایه می‌باشد.

مطهر به دوبخش سفلی و علیا تقسیم می‌شود. تعداد خانه‌های موجود در مطهر سفلی ۱۰۰ خانه و در علیا ۱۵۹ خانه است. علاوه بر این تعداد زیادی از افراد مقیم شهرها و روستاهای دیگر هستند که در مراسمات مختلف به روستا می‌آیند. شغل اکثر مردم مطهر کشت برنج است. مطهر یک روستای بزرگ در شهر آمل و بخش دابو دشت می‌باشد. آثار زیارتی مطهر یک امامزاده بزرگ و یک چشمهٔ زیبا هست که در کنارآن امامزاده قرار دارد.